# Accipiter
Accipiter é um género de aves de rapina, onde se classificam 49 espécies de gaviões e aliados. É o maior grupo da família Accipitridae.
As espécies do género Accipiter têm plumagens muito variadas. Uma característica comum é a sua constituição delgada e cauda muito longa, que pode atingir metade do comprimento total do corpo. As patas são relativamente altas. Como todos os accipitrídeos, têm um bico curvo, próprio para uma alimentação à base de pequenas aves e répteis. Habitam geralmente zonas florestadas e têm distribuição mundial.
No Brasil, ocorrem quatro espécies: tauató-pintado, gavião-miúdo, gavião-bombachinha-grande e o gavião-miudinho. 

## Espécies
- Tauató-pintado, Accipiter poliogaster
- Accipiter trivirgatus
- Accipiter griseiceps
- Accipiter toussenelii
- Açor-africano, Accipiter tachiro
- Accipiter castanilius
- Gavião-chicra, Accipiter badius
- Accipiter butleri
- Gavião-de-pé-curto, Accipiter brevipes
- Accipiter soloensis
- Accipiter francesii
- Accipiter trinotatus
- Accipiter novaehollandiae
- Accipiter fasciatus
- Accipiter melanochlamys
- Accipiter albogularis
- Accipiter rufitorques
- Accipiter haplochrous
- Accipiter henicogrammus
- Accipiter luteoschistaceus
- Accipiter imitator
- Accipiter poliocephalus
- Accipiter princeps
- Gavião-miudinho, Accipiter superciliosus
- Accipiter collaris
- Accipiter erythropus
- Gavião-pequeno, Accipiter minullus
- Accipiter gularis
- Accipiter virgatus
- Accipiter nanus
- Accipiter erythrauchen
- Accipiter cirrocephalus
- Accipiter brachyurus
- Accipiter rhodogaster
- Accipiter madagascariensis
- Gavião-do-ovambo, Accipiter ovampensis
- Gavião-da-europa, Accipiter nisus
- Gavião-ruivo, Accipiter rufiventris
- Gavião-miúdo, Accipiter striatus
- Accipiter chionogaster
- Accipiter ventralis
- Accipiter erythronemius
- Accipiter cooperii
- Accipiter gundlachi
- Gavião-bombachinha-grande, Accipiter bicolor
- Açor-preto, Accipiter melanoleucus
- Accipiter henstii
- Açor, Accipiter gentilis
- Accipiter meyerianus